# イレーナ・シェビンスカ
イレーナ・シェビンスカ（Irena Szewińska (旧姓 Kirszenstein） 1946年5月24日 - 2018年6月29日）はポーランドの陸上競技女子短距離選手。

## 人物
ソビエト・ロシア時代のサンクトペテルブルク生まれで、1960年代から1970年代に活躍した。彼女は東京オリンピックで200mと走幅跳で銀メダルを獲得し、次いでメキシコオリンピックでは200mで当時の世界新記録で金メダル、100mで世界タイ記録で銅メダルを獲得した。続くミュンヘンオリンピックで4は、200mで銅メダル、100mではメダル獲得ができず、これらの種目では彼女の時代は終わったと思われていたが、モントリオールオリンピックでは400mに出場し、見事、当時の世界新記録で金メダルを獲得し、周囲をあっと言わせた。短距離選手で、100m、200m、400m及び走幅跳のいずれでもオリンピックでメダルを獲得した数少ない選手である。2016年旭日中綬章受章。
2018年6月29日に死去。72歳没。